# Viorica Ursuleac
Répertoire
- rôle-titre dans Arabella
- la Comtesse dans Capriccio
- Der Diktator  de Ernst Krenek

Viorica Ursuleac (Czernowitz, 26 mars 1894 - Ehrwald, 22 octobre 1985) est une soprano d'origine roumaine qui fit carrière surtout en Allemagne et en Autriche.

## Biographie
Elle étudie d'abord à Vienne (Autriche) avec Forstén et Steiner, puis se perfectionne à Berlin avec Lilli Lehmann. Elle débute à Zagreb en 1922. Elle chante alors à Czernowitz (1923-24), Francfort (1924-30), Vienne (1930-35), Berlin (1935-37), Munich (1937-44). Après la guerre elle se produit à Buenos Aires. 
Mariée au chef d'orchestre Clemens Krauss, ami intime de Richard Strauss, elle crée plusieurs de ses œuvres, notamment le rôle-titre dans Arabella, Marie dans Friedenstag, la Comtesse dans Capriccio. Grande interprète des œuvres de Strauss qui l'admirait énormément, elle brille également comme Impératrice dans Die Frau ohne Schatten, Ariadne dans Ariadne auf Naxos, Chrysothemis dans Elektra, Helena dans Die ägyptische Helena, et fut considérée l'une des plus grandes Maréchale (Der Rosenkavalier) de son époque.
Elle créa aussi Der Diktator (1928) de Ernst Krenek et Mister Wu (1932) d'Eugen d'Albert. Également à son répertoire, Senta, Sieglinde, Tosca, Turandot.
La voix de Viorica Ursuleac, sans être d'une grande beauté, était bien conduite et à l'aigu ample, apte à modeler de longues phrases, accompagnée d'une imposante présence scénique.